# Gheorghe Zărnescu
Gheorghe Zărnescu (* 4. Dezember 1926 in Mărăcineni, Kreis Argeș; † 17. Januar 2009) war ein rumänischer Generalleutnant der Streitkräfte (Armata Română) sowie Politiker der Rumänischen Kommunistischen Partei PCR (Partidul Comunist Român), der unter anderem zwischen 1977 und 1986 Befehlshaber der Luftstreitkräfte (Aviației Militare Române) war.

## Leben
Zărnescu absolvierte 1947 die Schule für Luftfahrttechnik und trat 1948 der Jugendorganisation der Arbeiterpartei UTM (Uniunea Tineretului Muncitor) bei. Nachdem er von 1948 bis 1950 die Offiziersschule der Luftstreitkräfte besucht hatte, wurde er 1950 Chef der Patrouille des Luftwaffenregiments 3 sowie im Anschluss Chef der Patrouille der Schule für Luftnavigationsoffiziere. 1952 wurde er Chef einer Staffel. In der Folgezeit war er Absolvent der Luftwaffensektion der Militärakademie und trat 1955 der Rumänischen Arbeiterpartei PMR (Partidul Muncitoresc Român) als Mitglied bei. 1958 wurde er Operationsoffizier im Kommando für Luftabwehr und Luftverteidigung und danach 1959 Stabschef der 15. Luftwaffendivision, ehe er 1960 Leiter der Forschungsabteilung im Kommando für Luftabwehr und Luftverteidigung wurde. Darüber hinaus wurde Zărnescu, der 1972 zum Generalmajor befördert wurde, 1974 Mitglied des Nationalrates für Wissenschaft und Technologie sowie 1976 Mitglied des Büros des Politischen Rates der Luftstreitkräfte.
Nachdem Zărnescu Chef des Generalstabes sowie Erster stellvertretender Kommandeur der Luftstreitkräfte war, löste er am 18. Oktober 1977 General Aurel Niculescu als Befehlshaber der Luftstreitkräfte (Aviației Militare Române) ab. Diesen Posten hatte er fast neun Jahre lang bis zum 9. August 1986 inne, woraufhin er durch General Iosif Rus abgelöst wurde. Während dieser Zeit wurde er im August 1979 zum Generalleutnant befördert. Er wurde auf dem Zwölften Parteitag der PCR (19. bis 23. November 1979) zum Mitglied des ZK der PCR gewählt und gehörte diesem Gremium bis zum 22. Dezember 1989 an. 1980 wurde er zudem Mitglied der Großen Nationalversammlung (Marea Adunare Națională) und vertrat in dieser bis 1985 zunächst den Wahlkreis Nr. 9 Livezeni sowie im Anschluss zwischen 1985 und 1989 den Wahlkreis Nr. 9 Zărnești. Während seiner Parlamentszugehörigkeit war er vom 1. April 1980 bis 1989 Mitglied des Verteidigungsausschusses. Am 22. August 1984 erfolgte seine Beförderung zum Generaloberst.
Im Anschluss war Zărnescu zwischen dem 9. August 1986 und dem 22. Oktober 1989 Vizepräsident der Staatlichen Planungskommission und fungierte zudem zwischen 1988 und 1989 als Sekretär des Rates zur Koordinierung der Aktivitäten im Transport- und Telekommunikationswesen. Zuletzt wurde er am 20. Oktober 1989 Vize-Minister für Transport und Telekommunikation sowie Leiter der Abteilung für Zivilluftfahrt dieses Ministeriums und bekleidete diese Funktionen bis zur Revolution im Dezember 1989.